# Georges Braque
Georges Braque, född 13 maj 1882 i Argenteuil, Val-d'Oise, död 31 augusti 1963 i Paris, var en fransk målare, skulptör och grafiker. Tillsammans med Pablo Picasso ses han som upphovsman till kubismen.

## Biografi
Georges Braque växte upp i Le Havre från åtta års ålder. Som 16-åring blev han lärling i faderns målerifirma och därefter hos en lokal dekorationsmålare. År 1900 begav han sig av till Paris.
Braque började som fauvist tillsammans med bland andra Matisse och fortsatte som kubist med Picasso. Han hade ett mycket nära samarbete med Pablo Picasso och de båda utvecklade en så kallad analytisk kubism. De arbetade ihop från 1907 och fram till 1914. Då inkallades Braque till militärtjänst för Frankrike i första världskriget.
Under senare delen av sitt liv höll sig Georges Braque liksom de Chirico till en arkaisk motivkrets. Han målade mest stilleben och musikinstrument i ovala målningar. Han är representerad vid bland annat Göteborgs konstmuseum.

## Verk beslagtagna på tyska museer 1937
I augusti 1937 beslagtogs samtliga verk av Braque på tyska museer, klassificerade som entartete Kunst. Antecknad som zerstört [förstörd] i inventarielistor från den eran blev en akvarell (Komposition [utan årtal]) efter beslaget på det statliga museet i Saarbrücken. Konsthandlare Ferdinand Möller bytte dock till sig denna akvarell ur det statliga lagret 1941, tillsammans med ett Stilleben i olja [utan årtal], ursprungligen från samma museum. Bytesmedlet var porträttmålningen Frau Katharina Waldmüller av österrikaren Josef Weidner (1801-1871), målad före 1850 och värderad till 50 riksmark. Porträttet återfinns idag på Kunsthistorisches Museum i Wien. Var Braques båda verk återfinns är okänt. 
På Kupferstichkabinett i Berlin beslagtogs samtidigt etsningen Nature morte II (1912). Den tillhörde en samling kallad "Samtidshistoria" på propagandaministeriet 1938. Därefter finns inga mer uppgifter om den.
På Museum Folkwang i Essen beslagtogs två fauvistiska oljemålningar. Le Port de L'Estaque (1906) såldes av representanter för den tyska staten till ett galleri i Paris 1939 för 100 dollar och återfinns idag i Zürich. Bucht bei La Ciotat / La Petite Baie de La Ciotat (1907) bytte samlaren Emanuel Fohn till sig 1939. Han skänkte den 1964 till Pinakothek der Moderne i München. 
På Städelsches Kunstinstitut i Frankfurt am Main beslagtogs också två oljemålningar. Fruits sur une nappe / Stilleben mit Früchten (1924) såldes på auktion i Luzern sommaren 1939 till Pierre Matisse. Sedan 1953 tillhör den Emil Bührle Collection i Zürich. Bateaux sur la plage / Boote am Strand (1928) förvärvades 1939 av konsthandlare Karl Buchholz för 195 dollar och fördes över till Buchholz Gallery i New York samma år. Den tillhör idag Weintraub Gallery i New York.

## Braques museikonst som föremål för stöld

### L'Olivier près de L'Estaque
Konstnären gjorde åtminstone fyra versioner av det fauvistiska verket L'Olivier près de L'Estaque (1906). Den version som stals i maj 2010 påstod den åtalade konsttjuven själv att han hade slängt i soporna efter kuppen mot Musée d'Art Moderne de la Ville de Paris.

### Konstkuppen mot Moderna Museet
Den 8 november 1993 skedde ett inbrott på Moderna Museet i Stockholm. Två av målningarna som stals var av Georges Braque, La Roche-Guyon: le château (1909) och Den vita duken (1928). I januari 1995 kom målningen av slottet i La Roche-Guyon tillrätta. Den vita duken är däremot alltjämt borta.